# Christina Malman
Christina Malman, née le 2 décembre 1912 à Southampton et décédée le 14 janvier 1959, est une artiste peintre, dessinatrice de presse, cartooniste et illustratrice britannique, notamment reconnue pour sa longue collaboration avec The New Yorker.

## Biographie
Originaire de l’Angleterre, Christina Malman est la fille d’un capitaine de navire de la ligne américaine de Hambourg. Elle est âgée de deux ans lorsque la famille s’installe à Brooklyn, dans l'État de New York. En 1933, elle obtient la bourse Walter Scott Perry pour l'École des beaux-arts et des arts appliqués de l'Institut Pratt. Moins de quatre ans plus tard, elle expose ses premières aquarelles aux Macy Galleries de Manhattan. En 1941, elle se marie avec l'écrivain américain Dexter Masters.
Christina Malman décède de causes inconnues à l'âge de 46 ans, en 1959,. Le Cooper–Hewitt, Smithsonian Design Museum abrite une importante collection de ses œuvres, dont la plus importante appartient à son exécutrice testamentaire, Joan Brady, une romancière américano-britannique. Le groupe américain d'édition Conde Nast Publications possède les droits d'auteur d'une grande partie de ses œuvres publiées dans The New Yorker.

## Carrière artistique
Dans les années qui ont suivi l'exposition des Macy Galleries, Christina Malman présente son travail au Metropolitan Museum of Art, au Musée de la ville de New York, et à l'Art Students League of New York,. Elle réalise également une fresque murale pour le Café Society, et participe à l’illustration de livres et des brochures, y compris des œuvres pour l'effort de guerre des États-Unis pendant la Seconde Guerre mondiale,,,.
Ses images emblématiques se distinguent par les figures de jeunes femmes et de foule. Réalisés en noir et à l'encre, les traits de ses dessins se fondent les uns avec les autres, et jouant avec les contrastes. L’artiste aime mêler à ses illustrations un ton humoristique et satirique,. 
Tout au long de sa collaboration avec The New Yorker, Christina Malman réalise des dizaines de couvertures et des centaines de "spots", de petits dessins sans légende disséminés dans le magazine. Ses illustrations sont également publiées dans Consumer Reports, Cue, Charm, Promenade ou Fiction Parade. Elle côtoie et dessine alors de nombreuses personnalités du théâtre et de la politique, parmi lesquelles Helen Hayes, Neville Chamberlain, Thomas Dewey, Gertrude Lawrence, Robert Moses, Kurt Weill, Joan Crawford, Moritz Rosenthal, Harold L. Ickes ou Fanny Brice, reconnue sous le pseudonyme de Baby Snooks.

## Reconnaissance
En 2017, son dessin Woman and a Dog datant de 1935, est exposé dans le cadre de l'exposition Ellen DeGeneres Selects au Cooper–Hewitt, Smithsonian Design Museum,.